# Gran Premio di superbike di Assen 2012
Il Gran Premio di superbike d'Olanda 2012 è la terza prova del mondiale superbike 2012; nello stesso fine settimana si corre il terzo gran premio stagionale del mondiale supersport 2012 e il secondo della Superstock 1000 FIM Cup. Ha registrato nelle due gare di Superbike rispettivamente le vittorie di Sylvain Guintoli e Jonathan Rea, di Lorenzo Lanzi in Supersport e di Sylvain Barrier in Superstock.

## Superbike

### Gara 1
La gara, iniziata in condizioni di asciutto, è stata interrotta con la bandiera rossa dopo 13 giri per pioggia; la corsa è successivamente ripartita sulla distanza di 9 giri, con la griglia di partenza basata sulla classifica della prima parte, e l'ordine d'arrivo della seconda parte di gara ha determinato il risultato finale.

#### Arrivati al traguardo
| Pos. | Nº  | Pilota           | Squadra                       | Motocicletta         | Giri | Tempo     | Griglia | Punti |
| ---- | --- | ---------------- | ----------------------------- | -------------------- | ---- | --------- | ------- | ----- |
| 1º   | 50  | Sylvain Guintoli | Effenbert Liberty Racing      | Ducati 1098R         | 9    | 18:38.395 | 4º      | 25    |
| 2º   | 34  | Davide Giugliano | Althea Racing                 | Ducati 1098R         | 9    | +2.633    | 19º     | 20    |
| 3º   | 7   | Carlos Checa     | Althea Racing                 | Ducati 1098R         | 9    | +3.031    | 5º      | 16    |
| 4º   | 3   | Max Biaggi       | Aprilia Racing                | Aprilia RSV4 Factory | 9    | +3.927    | 17º     | 13    |
| 5º   | 58  | Eugene Laverty   | Aprilia Racing                | Aprilia RSV4 Factory | 9    | +4.374    | 14º     | 11    |
| 6º   | 84  | Michel Fabrizio  | BMW Motorrad Italia GoldBet   | BMW S1000 RR         | 9    | +11.359   | 6º      | 10    |
| 7º   | 96  | Jakub Smrž       | Liberty Racing Team Effenbert | Ducati 1098R         | 9    | +26.412   | 3º      | 9     |
| 8º   | 59  | Niccolò Canepa   | Red Devils Roma               | Ducati 1098R         | 9    | +37.562   | 18º     | 8     |
| 9º   | 33  | Marco Melandri   | BMW Motorrad Motorsport       | BMW S1000 RR         | 9    | +49.896   | 9º      | 7     |
| 10º  | 36  | Leandro Mercado  | Team Pedercini                | Kawasaki ZX-10R      | 9    | +1:08.847 | 20º     | 6     |
| 11º  | 121 | Maxime Berger    | Effenbert Liberty Racing      | Ducati 1098R         | 9    | +1:11.760 | 15º     | 5     |
| 12º  | 4   | Hiroshi Aoyama   | Honda World Superbike         | Honda CBR1000RR      | 9    | +1:13.988 | 21º     | 4     |
| 13º  | 44  | David Salom      | Team Pedercini                | Kawasaki ZX-10R      | 9    | +1:27.019 | 10º     | 3     |
| 14º  | 87  | Lorenzo Zanetti  | PATA Racing                   | Ducati 1098R         | 8    | +1 giro   | 23º     | 2     |
| 15º  | 18  | Mark Aitchison   | Grillini Progea Superbike     | BMW S1000 RR         | 6    | +3 giri   | 22º     | 1     |

#### Ritirati
| Nº | Pilota          | Squadra                     | Motocicletta         | Giri | Griglia |
| -- | --------------- | --------------------------- | -------------------- | ---- | ------- |
| 86 | Ayrton Badovini | BMW Motorrad Italia GoldBet | BMW S1000 RR         | 6    | 16º     |
| 19 | Chaz Davies     | ParkinGO MTC Racing         | Aprilia RSV4 Factory | 3    | 11º     |
| 91 | Leon Haslam     | BMW Motorrad Motorsport     | BMW S1000 RR         | 2    | 7º      |
| 21 | John Hopkins    | Crescent Fixi Suzuki        | Suzuki GSX-R1000     | 1    | 8º      |
| 2  | Leon Camier     | Crescent Fixi Suzuki        | Suzuki GSX-R1000     | 0    | 12º     |
| 65 | Jonathan Rea    | Honda World Superbike       | Honda CBR1000RR      | 0    | 2º      |

#### Ritirati nella prima parte di gara
| Nº | Pilota          | Squadra                       | Motocicletta    | Giri | Griglia |
| -- | --------------- | ----------------------------- | --------------- | ---- | ------- |
| 66 | Tom Sykes       | Kawasaki Racing               | Kawasaki ZX-10R | 12   | 1º      |
| 68 | Brett McCormick | Liberty Racing Team Effenbert | Ducati 1098R    | 2    | 13º     |

### Gara 2
Fonti

#### Arrivati al traguardo
| Pos. | Nº | Pilota           | Squadra                     | Motocicletta         | Giri | Tempo     | Griglia | Punti |
| ---- | -- | ---------------- | --------------------------- | -------------------- | ---- | --------- | ------- | ----- |
| 1º   | 65 | Jonathan Rea     | Honda World Superbike       | Honda CBR1000RR      | 22   | 36:45.936 | 2º      | 25    |
| 2º   | 50 | Sylvain Guintoli | Effenbert Liberty Racing    | Ducati 1098R         | 22   | +2.819    | 4º      | 20    |
| 3º   | 58 | Eugene Laverty   | Aprilia Racing              | Aprilia RSV4 Factory | 22   | +12.638   | 14º     | 16    |
| 4º   | 33 | Marco Melandri   | BMW Motorrad Motorsport     | BMW S1000 RR         | 22   | +12.762   | 9º      | 13    |
| 5º   | 91 | Leon Haslam      | BMW Motorrad Motorsport     | BMW S1000 RR         | 22   | +12.764   | 7º      | 11    |
| 6º   | 66 | Tom Sykes        | Kawasaki Racing             | Kawasaki ZX-10R      | 22   | +20.393   | 1º      | 10    |
| 7º   | 86 | Ayrton Badovini  | BMW Motorrad Italia GoldBet | BMW S1000 RR         | 22   | +36.317   | 16º     | 9     |
| 8º   | 3  | Max Biaggi       | Aprilia Racing              | Aprilia RSV4 Factory | 22   | +37.747   | 17º     | 8     |
| 9º   | 34 | Davide Giugliano | Althea Racing               | Ducati 1098R         | 22   | +41.350   | 19º     | 7     |
| 10º  | 84 | Michel Fabrizio  | BMW Motorrad Italia GoldBet | BMW S1000 RR         | 22   | +43.930   | 6º      | 6     |
| 11º  | 21 | John Hopkins     | Crescent Fixi Suzuki        | Suzuki GSX-R1000     | 22   | +57.515   | 8º      | 5     |
| 12º  | 44 | David Salom      | Team Pedercini              | Kawasaki ZX-10R      | 22   | +1:32.593 | 10º     | 4     |
| 13º  | 4  | Hiroshi Aoyama   | Honda World Superbike       | Honda CBR1000RR      | 22   | +1:33.576 | 21º     | 3     |
| 14º  | 2  | Leon Camier      | Crescent Fixi Suzuki        | Suzuki GSX-R1000     | 21   | +1 giro   | 12º     | 2     |
| 15º  | 36 | Leandro Mercado  | Team Pedercini              | Kawasaki ZX-10R      | 21   | +1 giro   | 20º     | 1     |
| 16º  | 18 | Mark Aitchison   | Grillini Progea Superbike   | BMW S1000 RR         | 21   | +1 giro   | 22º     |       |
| 17º  | 7  | Carlos Checa     | Althea Racing               | Ducati 1098R         | 21   | +1 giro   | 5º      |       |

#### Ritirati
| Nº  | Pilota          | Squadra                       | Motocicletta         | Giri | Griglia |
| --- | --------------- | ----------------------------- | -------------------- | ---- | ------- |
| 87  | Lorenzo Zanetti | PATA Racing                   | Ducati 1098R         | 20   | 23º     |
| 96  | Jakub Smrž      | Liberty Racing Team Effenbert | Ducati 1098R         | 18   | 3º      |
| 19  | Chaz Davies     | ParkinGO MTC Racing           | Aprilia RSV4 Factory | 11   | 11º     |
| 121 | Maxime Berger   | Effenbert Liberty Racing      | Ducati 1098R         | 11   | 15º     |
| 68  | Brett McCormick | Liberty Racing Team Effenbert | Ducati 1098R         | 9    | 13º     |
| 59  | Niccolò Canepa  | Red Devils Roma               | Ducati 1098R         | 7    | 18º     |

## Supersport
Fonte

### Arrivati al traguardo
| Pos. | Nº | Pilota            | Squadra                     | Motocicletta        | Giri | Tempo     | Griglia | Punti |
| ---- | -- | ----------------- | --------------------------- | ------------------- | ---- | --------- | ------- | ----- |
| 1º   | 57 | Lorenzo Lanzi     | PRORACE                     | Honda CBR600RR      | 21   | 42:56.376 | 21º     | 25    |
| 2º   | 54 | Kenan Sofuoğlu    | Kawasaki DeltaFin Lorenzini | Kawasaki ZX-6R      | 21   | +12.054   | 4º      | 20    |
| 3º   | 65 | Vladimir Leonov   | Yakhnich Motorsport         | Yamaha YZF R6       | 21   | +14.460   | 8º      | 16    |
| 4º   | 23 | Broc Parkes       | Ten Kate Racing Products    | Honda CBR600RR      | 21   | +23.884   | 2º      | 13    |
| 5º   | 25 | Alex Baldolini    | Power Team by Suriano       | Triumph Daytona 675 | 21   | +47.063   | 20º     | 11    |
| 6º   | 16 | Jules Cluzel      | PTR Honda                   | Honda CBR600RR      | 21   | +49.755   | 3º      | 10    |
| 7º   | 8  | Andrea Antonelli  | Team Lorini                 | Honda CBR600RR      | 21   | +53.850   | 13º     | 9     |
| 8º   | 26 | Twan van Poppel   | TRG Motorsport              | Yamaha YZF R6       | 21   | +1:42.505 | 29º     | 8     |
| 9º   | 22 | Roberto Tamburini | Team Lorini                 | Honda CBR600RR      | 21   | +1:53.053 | 16º     | 7     |
| 10º  | 77 | Stuart Voskamp    | Konvi Racing                | Suzuki GSX-R600     | 21   | +1:57.442 | 17º     | 6     |
| 11º  | 98 | Romain Lanusse    | Kawasaki Intermoto Step     | Kawasaki ZX-6R      | 21   | +1:57.690 | 18º     | 5     |
| 12º  | 27 | Thomas Caiani     | KUJA Racing                 | Honda CBR600RR      | 21   | +2:03.555 | 30º     | 4     |
| 13º  | 9  | Patrick Jacobsen  | Bogdanka Honda PTR          | Honda CBR600RR      | 20   | +1 giro   | 24º     | 3     |
| 14º  | 87 | Luca Marconi      | VFT Racing                  | Yamaha YZF R6       | 20   | +1 giro   | 27º     | 2     |
| 15º  | 32 | Sheridan Morais   | Kawasaki DeltaFin Lorenzini | Kawasaki ZX-6R      | 20   | +1 giro   | 7º      | 1     |
| 16º  | 10 | Imre Tóth         | Racing Team Toth            | Honda CBR600RR      | 20   | +1 giro   | 6º      |       |

### Ritirati
| Nº | Pilota            | Squadra                   | Motocicletta        | Giri | Griglia |
| -- | ----------------- | ------------------------- | ------------------- | ---- | ------- |
| 31 | Vittorio Iannuzzo | Power Team by Suriano     | Triumph Daytona 675 | 19   | 14º     |
| 13 | Dino Lombardi     | PATA by Martini           | Yamaha YZF R6       | 19   | 22º     |
| 53 | Valentin Debise   | SMS Racing                | Honda CBR600RR      | 13   | 11º     |
| 61 | Fabio Menghi      | VFT Racing                | Yamaha YZF R6       | 12   | 26º     |
| 40 | Martin Jessopp    | Riders PTR Honda          | Honda CBR600RR      | 9    | 23º     |
| 55 | Massimo Roccoli   | Bike Service - WTR TEN 10 | Yamaha YZF R6       | 9    | 9º      |
| 11 | Sam Lowes         | Bogdanka PTR Honda        | Honda CBR600RR      | 8    | 1º      |
| 34 | Ronan Quarmby     | PTR Honda                 | Honda CBR600RR      | 8    | 15º     |
| 38 | Balázs Németh     | Racing Team Toth          | Honda CBR600RR      | 7    | 19º     |
| 20 | Mathew Scholtz    | Bogdanka PTR Honda        | Honda CBR600RR      | 6    | 10º     |
| 99 | Fabien Foret      | Kawasaki Intermoto Step   | Kawasaki ZX-6R      | 5    | 5º      |
| 33 | Yves Polzer       | MRC Austria               | Yamaha YZF R6       | 5    | 28º     |
| 64 | Joshua Day        | Team GOELEVEN             | Kawasaki ZX-6R      | 1    | 25º     |
| 3  | Jed Metcher       | Rivamoto Junior           | Yamaha YZF R6       | 0    | 12º     |

### Non qualificati
| Nº | Pilota         | Squadra  | Motocicletta  |
| -- | -------------- | -------- | ------------- |
| 24 | Eduard Blokhin | Rivamoto | Yamaha YZF R6 |
| 73 | Oleg Pozdneev  | Rivamoto | Yamaha YZF R6 |

## Superstock
La pole position è stata fatta segnare da Sylvain Barrier in 1:39.566; lo stesso pilota ha effettuato il giro più veloce in gara, in 1:40.187. La gara è stata interrotta con la bandiera rossa dopo 8 dei 13 giri previsti a causa della presenza sulla pista di olio lasciato dalla moto di Federico Sandi ed è stata dichiarata conclusa.

### Arrivati al traguardo
| Pos. | Nº | Pilota                | Squadra                     | Motocicletta         | Giri | Tempo     | Griglia | Punti |
| ---- | -- | --------------------- | --------------------------- | -------------------- | ---- | --------- | ------- | ----- |
| 1º   | 20 | Sylvain Barrier       | BMW Motorrad Italia GoldBet | BMW S1000 RR         | 8    | 13:34.645 | 1º      | 25    |
| 2º   | 32 | Lorenzo Savadori      | Barni Racing Team Italia    | Ducati 1199 Panigale | 8    | +0.732    | 7º      | 20    |
| 3º   | 47 | Eddi La Marra         | Barni Racing Team Italia    | Ducati 1199 Panigale | 8    | +0.823    | 5º      | 16    |
| 4º   | 21 | Markus Reiterberger   | Alpha Racing                | BMW S1000 RR         | 8    | +3.962    | 10º     | 11    |
| 5º   | 14 | Lorenzo Baroni        | BMW Motorrad Italia GoldBet | BMW S1000 RR         | 8    | +4.264    | 3º      | 10    |
| 6º   | 65 | Loris Baz             | MRS                         | Kawasaki ZX-10R      | 8    | +8.525    | 4º      | 13    |
| 7º   | 11 | Jérémy Guarnoni       | Team Pedercini              | Kawasaki ZX-10R      | 8    | +10.834   | 9º      | 9     |
| 8º   | 71 | Christoffer Bergman   | BWG Racing Kawasaki         | Kawasaki ZX-10R      | 8    | +11.402   | 12º     | 8     |
| 9º   | 5  | Marco Bussolotti      | SK Energy Racing            | Ducati 1098R         | 8    | +11.620   | 8º      | 7     |
| 10º  | 93 | Matthieu Lussiana     | Team ASPI                   | Kawasaki ZX-10R      | 8    | +20.351   | 11º     | 6     |
| 11º  | 24 | Kev Coghlan           | DMC Racing                  | Ducati 1199 Panigale | 8    | +20.480   | 14º     | 5     |
| 12º  | 39 | Randy Pagaud          | Team OGP                    | Kawasaki ZX-10R      | 8    | +52.720   | 18º     | 3     |
| 13º  | 37 | Andrzej Chmielewski   | Red Devils Roma             | Ducati 1098R         | 8    | +1:01.572 | 16º     | 4     |
| 14º  | 36 | Philippe Thiriet      | Brazil by ASPI              | Kawasaki ZX-10R      | 8    | +1:29.775 | 22º     | 2     |
| 15º  | 17 | Danilo Lewis da Silva | Brazil by ASPI              | Kawasaki ZX-10R      | 8    | +1:29.983 | 19º     | 1     |

### Non classificato
| Nº | Pilota           | Squadra       | Motocicletta    | Giri | Griglia |
| -- | ---------------- | ------------- | --------------- | ---- | ------- |
| 30 | Bogdan Vrajitoru | CSM Bucharest | Kawasaki ZX-10R | 5    | 23º     |

### Ritirati
| Nº  | Pilota           | Squadra                   | Motocicletta         | Giri | Griglia |
| --- | ---------------- | ------------------------- | -------------------- | ---- | ------- |
| 23  | Federico Sandi   | Althea Racing             | Ducati 1199 Panigale | 7    | 13º     |
| 40  | Alen Győrfi      | MetalCom-Adrenalin H-Moto | Honda CBR1000RR      | 4    | 17º     |
| 88  | Massimo Parziani | M.V. Racing               | Aprilia RSV4 APRC    | 2    | 20º     |
| 67  | Bryan Staring    | Team Pedercini            | Kawasaki ZX-10R      | 1    | 2º      |
| 155 | Tiago Dias       | Team Dias                 | Kawasaki ZX-10R      | 1    | 21º     |
| 15  | Fabio Massei     | EAB Ten Kate Junior       | Honda CBR1000RR      | 0    | 6º      |

### Non partito
| Nº | Pilota       | Squadra          | Motocicletta | Griglia |
| -- | ------------ | ---------------- | ------------ | ------- |
| 55 | Tomáš Svitok | SK Energy Racing | Ducati 1098R | 15º     |

### Non qualificato
| Nº | Pilota        | Squadra    | Motocicletta         |
| -- | ------------- | ---------- | -------------------- |
| 61 | Alexey Ivanov | DMC Racing | Ducati 1199 Panigale |